# Guyane La Première (télévision)
Pour les articles homonymes, voir Guyane La Première.
Guyane La Première est une chaîne de télévision généraliste publique française de proximité diffusée dans la région Guyane.

## Histoire de la chaîne
Le 15 janvier 1967, la station de télévision de l'ORTF en Guyane commence à émettre en noir et blanc tous les soirs. Au début, la télévision ne diffusait que quelques minutes par jour à partir de 19h30. Plus tard, les heures de programmes augmenteront et la télévision diffusera le soir de 19 à 22 heures. L'image était diffusée en 625 lignes en noir et blanc sur la bande VHF, qui était en 819 lignes en Métropole, et le son était diffusé en FM, tandis qu'en Métropole il était diffusé en modulation d'amplitude.
À la suite de l'éclatement de l'ORTF en 1974, les stations régionales de télévision de l’Outre-mer français sont intégrées à la nouvelle société nationale de programme France Régions 3 (FR3), nouvelle chaîne française des régions, au sein de la délégation FR3 DOM-TOM. La chaîne devient FR3-Guyane le 6 janvier 1975 et, comme chaque station régionale métropolitaine, produit et diffuse un journal télévisé régional, mais a aussi pour charge d’assurer la continuité territoriale en matière d’audiovisuel en diffusant des émissions des chaînes de télévision métropolitaines. Dès 1975, elle améliore ses installations de réception, grâce au satellite de liaison directe avec Paris, et de diffusion en étendant son réseau d'émetteurs sur toute la côte ouest et en diffusant en couleur dès le début des années 1980.
Le 31 décembre 1982, la chaîne prend le nom de RFO Guyane à la suite de la création de la société nationale de programmes RFO (Société de Radiodiffusion et de télévision Française pour l'Outre-mer) par transfert des activités de FR3 pour l’Outre-mer. Ses missions restent inchangées mais il lui est également demandé de produire des programmes. Durant les quatorze ans qui vont suivre, RFO Guyane va progressivement se doter d’équipements techniques de qualité afin de produire et diffuser de plus en plus d’émissions régionales.
Lorsqu'un second canal de télévision, RFO 2, est lancé en avril 1988, la chaîne est renommée RFO 1 et diffuse son premier journal télévisé d’informations locales la même année.
En février 1999, RFO Guyane devient Télé Guyane, à la suite de la transformation de RFO en Réseau France Outre-mer.
L'effort de déploiement de la télévision au cœur du territoire guyanais à travers la forêt amazonienne se poursuit. Maripasoula a ainsi découvert le petit écran en juin 1998 ainsi que Saint-Georges-de-l'Oyapock qui est aussi bientôt équipé d’une borne audiovisuelle, qui permet aux habitants des deux rives, Français et Brésiliens, de suivre les programmes français.
La loi de réforme de l'audiovisuel no 2004-669 du 9 juillet 2004 intègre la société de programme Réseau France Outre-mer au groupe audiovisuel public France Télévisions dont dépend depuis Télé Guyane. Son président, Rémy Pflimlin, annonce le 12 octobre 2010, depuis les studios de RFO Guyane, le changement de nom du Réseau France Outre-mer en Réseau Outre-Mer 1re pour s'adapter au lancement de la TNT en Outre-Mer. Toutes les chaînes de télévisions du réseau changent de nom le 30 novembre 2010 lors du démarrage de la TNT et Télé Guyane devient ainsi Guyane 1re. Le changement de nom fait référence à la place de leader de cette chaîne sur son territoire de diffusion ainsi qu'à sa première place sur la télécommande et sa numérotation en cohérence avec les autres antennes du groupe France Télévisions. Le 1er janvier 2018, à la suite d'une saisie de la justice de Paris Première, chaîne câblée du Groupe M6,  Guyane 1re est renommée Guyane La Première.
Guyane La Première passe à la haute définition (HD) sur le satellite le 15 janvier 2020 et sur la TNT le 8 septembre 2020.

## Identité visuelle
Le logo de l'ORTF Guyane est formé des quatre lettres du sigle posées horizontalement sur trois ellipses, la lettre O en son centre formant la quatrième ellipse, évoquant aussi bien des ondes radioélectriques, que le système solaire ou la course d'un électron dans un univers fermé, sous lequel est inscrit la mention Télévision. Les indicatifs d'ouverture et de fermeture d'antenne de l'ORTF Guyane animent un enchevêtrement d'ellipses sur un fond étoilé qui, pour le premier, s'ordonnent pour former le logo de la chaîne, et pour le second, se rétractent pour former une étoile qui disparaît, comme un big bang à l'envers.
Comme toutes les stations régionales de FR3, FR3 Guyane adopte le 6 janvier 1975 le nouvel habillage de la troisième chaîne nationale dont l'indicatif d'ouverture d'antenne fait figurer les neuf stations d'Outre-mer et la métropole sur une musique composée par Francis Lai. À la suite de sa création le 31 décembre 1982, la nouvelle société nationale de programme RFO se dote d'une identité visuelle propre mettant en valeur
dans son logo sa dimension mondiale et dans son ouverture d'antenne l'avance technologique de sa diffusion par satellite. L'habillage change à nouveau en 1993, en s'inspirant de celui de TF1 dans la forme rectangulaire tripartite mais en adoptant trois nouvelles couleurs, le vert pour la nature, l'orange pour la terre et le soleil et le bleu pour la mer, qui resteront celles de la chaîne jusqu'en 2005.
Tout comme RFO, Télé Guyane adopte le 23 mars 2005 l'identité corporate du groupe France Télévisions qu'elle a intégré durant l'été 2004, en utilisant le même code couleur que la chaîne France Ô, l'orange et le blanc, mais disposé sur deux trapèzes. Pour son passage sur la TNT le 30 novembre 2010, la chaîne se décline dorénavant sous le sigle 1re en référence à sa place de leader sur son territoire de diffusion et se dote de la même identité visuelle que les autres chaînes du groupe France Télévisions en adoptant un tapèze de couleur jaune faisant référence au soleil des territoires ultramarins. Le 29 janvier 2018, la chaîne change son identité de France Télévisions.

### Logos

Logo de l'ORTF Télévision Guyane du 13 janvier 1967 au 5 janvier 1975.
Logo de FR3-Guyane du 6 janvier 1975 au 30 décembre 1982.
Logo de RFO Guyane puis RFO 1 du 31 décembre 1982 à 1993.
Logo de RFO 1 de 1993 au 31 janvier 1999.
Logo de Télé Guyane du 1er février 1999 au 22 mars 2005.
Logo de Télé Guyane du 23 mars 2005 au 29 novembre 2010.
Logo de Guyane 1re du 30 novembre 2010 au 28 janvier 2018.
Logo de Guyane La 1re depuis le 29 janvier 2018.

### Slogan
- « Le monde est couleurs » (1993-1997)
- « Au cœur de votre vie » (2008)
- « C'est vous, c'est nous » (2009)

## Organisation

### Dirigeants
Directeurs régionaux :
- Liliane Francil : 15 juin 2006 – juillet 2009
- Frédéric Ayangma : depuis juillet 2009
- Gérald Prufer : depuis août 2014
- Jean-Claude Ho Tin Noé : depuis le 1er février 2017
- Gérard Guillaume : depuis 1er mars 2020

Directeur de l'antenne télévision :
- Jean-Élie Démonière

#### Rédaction en chef
Rédacteur en chef :
- Patrick Nègre

Rédactrice en chef adjointe :  
- Corinne Bergeron

### Budget
Guyane La 1re dispose d'un budget de 13 millions d’euros versés par La Première et provenant pour plus de 90 % des ressources de la redevance audiovisuelle et des contributions de l’État français allouées à France Télévisions. Il est complété par des ressources publicitaires plafonnées à 10 % afin de ne pas anéantir la concurrence.

### Sièges
L'ORTF Guyane est initialement installée dans la maison familiale Mizzi, rue Devèze, et par la suite, le besoin d’espace se faisant sentir, dans les propriétés Gilardo et Egalgi.
Guyane La 1re est maintenant installée dans la zone d'activité du Moulin à Vent à Remire-Montjoly, ville résidentielle située au sud-est de Cayenne, dans un bâtiment de 4 400 m2 entièrement équipé en matériels numériques. Le pôle dispose aussi d'un bureau décentralisé avec deux journalistes à Saint-Laurent-du-Maroni.

### Missions
Les missions de Guyane La 1re sont de produire des programmes de proximité, de participer à l’interrégionalité à travers la diffusion ou la coproduction d’émissions en collaboration avec Guadeloupe La 1re et Martinique La 1re, d'assurer une meilleure représentation de la vie sociale, culturelle, sportive, musicale et économique de la Guyane française dans la zone caraïbe, latino-américaine et à l'international par la coproduction de magazines et par le biais de France Ô.

## Programmes
Jusqu'au démarrage de la TNT en Outre-mer, les chaînes de télévision métropolitaines ne sont alors pas diffusées en Guyane. Télé Guyane diffuse alors un programme composé de productions propres, de programmes issus des autres stations RFO (information, magazines de RFO Paris), mais surtoût de rediffusions ou de reprise en direct des programmes des chaînes du groupe France Télévisions (journaux d'information, magazines, sport, fictions, jeux, films, divertissements et émissions pour la jeunesse), de TF1 (fictions, programmes sportifs, séries et télé-réalité), d'ARTE et de producteurs indépendants.
Depuis le 30 novembre 2010 et l'arrivée des chaînes publiques métropolitaines, Guyane 1re a dû accroître ses productions propres, avec 25 % de programmes locaux en plus, donnant la priorité à la proximité et traitant des problèmes économiques et sociaux du département (émissions spéciales, débats politiques, captation de spectacles, matches de football, messe de minuit, téléthon). La chaîne est désormais libre de choisir elle-même ses programmes et, grâce à l'augmentation de budget dont elle bénéficie, elle dispose des moyens nécessaires pour produire, coproduire et acheter. La possibilité de reprendre certains programmes des chaînes de France Télévisions reste toujours possible et les grands rendez-vous sportifs, notamment le football, le rugby, le tennis, le cyclisme sont désormais tous diffusés en direct par satellite depuis Paris.

### Émissions
- Guyane Soir: journal télévisé local quotidien en français de 30 minutes diffusé chaque soir à 19 h 30 proposant les principales nouvelles d’actualité locale.
- 973 Chrono : magazine des sports présenté par José Blézès.
- Politik.Guyane : émission politique de la rédaction présentée par Marc-Philippe Coumba et Nadine Félix.
- Parol En Bouch
- Nou La Ke Zot

### Audience
Guyane La 1re est de loin la première chaîne de Guyane avec une audience cumulée de 58,9 % et une part d’audience de 35,8 %.

## Diffusion
Guyane La 1re est diffusée dans le département de la Guyane française sur le premier canal du multiplex ROM1 de la TNT sur dix-neuf émetteurs TDF (Apatou-Réservoir communal sur le canal 25, Camopi-Bourg sur le canal 25, Cayenne-Îlet de la Mère sur le canal 33, Cayenne-Montagne du Tigre sur le canal 33, Grand Santi-Réservoir communal sur le canal 25, Iracoubo-Crique Moucaya sur le canal 32, Kourou-Monts Pariacabo sur le canal 41, Maripasoula-Réservoir communal sur le canal 25, Papaichton, Le Maroni sur le canal 26, Régina-Montagne de Kaw sur le canal 41, Régina-Village sur le canal 41, Roura-Cacao sur le canal 32, Saint-Georges-Réservoir sur le canal 25, Saint-Laurent-du-Maroni-Ville sur le canal 24, Saül-Village sur le canal 25, Sinnamary-Corossony sur le canal 31, Matoury-Rochambeau sur le canal 31, Mana-Village sur le canal 40 et Ouanary-Monts de l'Observatoire sur le canal 46) au standard UHF PAL MPEG-4 et au format 16/9 en 1080i (HD) depuis le 30 novembre 2010.
Elle est aussi diffusée par satellite sur Canalsat Caraïbes et sur la TV d'Orange Caraïbe, et par ADSL sur Box Mediaserv, OnlyBox et Freebox TV.
La chaîne émet en HD uniquement sur la TNT et le satellite, elle est diffusée en SD sur les autres canaux.